# Meranoplus aureolus
Meranoplus aureolus är en myrart som beskrevs av W. C. Crawley 1921. Meranoplus aureolus ingår i släktet Meranoplus och familjen myror. Inga underarter finns listade i Catalogue of Life.